# 维诺德·米什拉
维诺德·米什拉（英語：Vinod Mishra，1947年3月24日—1998年12月18日）是印度的一位共产主义政治人物。1974年，他参与创建印度共产党（马列）解放；1975年—1998年，任印度共产党（马列）解放总书记。他出生于英属印度中央身份和贝拉尔贾巴尔普尔，逝世于北方邦勒克瑙。